# Gran Premio de Bélgica de Motociclismo de 1967
El Gran Premio de Bélgica de Motociclismo de 1967 fue la sexta prueba de la temporada 1967 del Campeonato Mundial de Motociclismo. El Gran Premio se disputó el 2 de julio de 1967 en el Circuito de Spa.

## Resultados 500cc
Giacomo Agostini estuvo intratable, tanto en los entrenamientos como en la carrera, que lideró de principio a fin. Finalmente ganó con una ventaja de 62 segundos sobre Mike Hailwood. Fred Stevens terminó fácilmente tercero con su motos Paton de dos cilindros. Jack Findlay fue cuarto con el McIntyre-Matchless, a pesar del hecho de que tenía su pie izquierdo enyesado.
| Pos.    | Piloto           | Moto              | Tiempo     | Pts. |
| ------- | ---------------- | ----------------- | ---------- | ---- |
| 1       | Giacomo Agostini | MV Agusta         | 1h 03' 37" | 8    |
| 2       | Mike Hailwood    | Honda             | +1' 02" 6  | 6    |
| 3       | Fred Stevens     | Paton             | +4' 33" 3  | 4    |
| 4       | Jack Findlay     | Matchless         | +1 Vuelta  | 3    |
| 5       | Gyula Marsovszky | Matchless         | +1 Vuelta  | 2    |
| 6       | Derek Minter     | Norton            | +1 Vuelta  | 1    |
| 7       | Robin Fitton     | Norton            |            |      |
| 8       | John Dodds       | Norton            |            |      |
| 9       | Dan Shorey       | Norton            |            |      |
| 10      | Malcolm Stanton  | Norton            |            |      |
| 11      | Billie Nelson    | Norton            |            |      |
| 12      | John Cooper      | Seeley            |            |      |
| 13      | Walter Scheimann | Norton            |            |      |
| 14      | Bosse Granath    | Metisse-Matchless | +2 Vueltas |      |
| 15      | Guy Cooremans    | Norton            | +3 Vueltas |      |
| Ret     | Peter Williams   | Matchless         | Ret        |      |
| Ret     | Lewis Young      | Metisse-Matchless | Ret        |      |
| Ret     | Len Atlee        | Norton            | Ret        |      |
| Ret     | Mike Duff        | Matchless         | Ret        |      |
| Ret     | Chris Conn       | Norton            | Ret        |      |
| Ret     | Kel Carruthers   | Metisse-Matchless | Ret        |      |
| Ret     | Vagn Stevnhoved  | Matchless         | Ret        |      |
| Ret     | Eduard Lenz      | Matchless         | Ret        |      |
| Ret     | Eric Hinton      | Norton            | Ret        |      |
| Ret     | Ian Burne        | Norton            | Ret        |      |
| Ret     | Karl Hoppe       | Matchless         | Ret        |      |
| Ret     | John Blanchard   | Seeley            | Ret        |      |
| Ret     | Derek Lee        | Matchless         | Ret        |      |
| Ret     | Ron Chandler     | Matchless         | Ret        |      |
| Fuente: |                  |                   |            |      |

## Resultados 250cc
En la carrera del cuarto de litro, Yamaha tenía sus asuntos en mejor orden en Bélgica que durante TT de Assen. Phil Read ya era en los entrenamientos el más rápido y llegó primero después de la primera vuelta, seguido de Bill Ivy, Mike Hailwood y Ralph Bryans. Read hizo récord de vuelta con una media de 202,15 km/h, pero se retiró en la cuarta vuelta. Ivy tomó el liderazgo y terminó con más de un minuto por delante de Hailwood y Bryans. Este último también tuvo problemas, tan grandes que tuvo que empujar la moto el último kilómetro. Su ventaja sobre Derek Woodman (MZ) era tan grande que todavía conservó su tercer lugar.

| Pos. | Piloto                | Moto      | Tiempo    | Pts. |
| ---- | --------------------- | --------- | --------- | ---- |
| 1    | Bill Ivy              | Yamaha    | 38' 43" 1 | 8    |
| 2    | Mike Hailwood         | Honda     | +30" 6    | 6    |
| 3    | Ralph Bryans          | Honda     |           | 4    |
| 4    | Derek Woodman         | MZ        |           | 3    |
| 5    | Ginger Molloy         | Bultaco   | +1 Vuelta | 2    |
| 6    | Gyula Marsovszky      | Bultaco   | +1 Vuelta | 1    |
| 7    | Jim Curry             | Honda     | +1 Vuelta |      |
| 8    | Lous van Rijswijk Jr. | Bultaco   | +1 Vuelta |      |
| 9    | Bosse Granath         | Husqvarna | +1 Vuelta |      |
| 10   | Horst Seidl           | Honda     | +1 Vuelta |      |
| Ret  | Phil Read             | Yamaha    |           |      |
| Ret  | Heinz Rosner          | MZ        | Ret       |      |

## Resultados 50cc
En 50cc, Yoshimi Katayama se fue muy rápido e inmediatamente estableció un récord de vuelta en la primera vuelta. Hans-Georg Anscheidt estaba en segundo lugar y Stuart Graham en tercer lugar. Graham, sin embargo, retrocedió debido a problemas de motor, pero Anscheidt logró meterse a rebufo de Katayama y pasarlo. Como resultado, Anscheidt tomó los puntos que necesitaba para asegurar su título mundial. Katayama fue segundo y Graham, tercero. Muy por detrás de los tres Suzukis llegó el resto del grupo, liderado por Ángel Nieto (Derbi).
| Pos. | Piloto               | Moto      | Tiempo    | Pts. |
| ---- | -------------------- | --------- | --------- | ---- |
| 1    | Hans-Georg Anscheidt | Suzuki    | 26' 40" 3 | 8    |
| 2    | Yoshimi Katayama     | Suzuki    | +0" 8     | 6    |
| 3    | Stuart Graham        | Suzuki    | +40" 2    | 4    |
| 4    | Ángel Nieto          | Derbi     | +4' 16" 5 | 3    |
| 5    | Aalt Toersen         | Kreidler  | +4' 52" 9 | 2    |
| 6    | Paul Lodewijkx       | Jamathi   |           | 1    |
| 7    | Cees van Dongen      | Honda     |           |      |
| 8    | Oscar Pastro         | Derbi     |           |      |
| 9    | André Millard        | Derbi     | +1 Vuelta |      |
| 10   | Julien van Zeebroeck | Kreidler  | +1 Vuelta |      |
| 11   | Pierre Capart        | Kreidler  |           |      |
| 12   | François Moisson     | Kreidler  |           |      |
| 13   | Chris Goossen        | Aermacchi |           |      |
| 14   | Bernard Hausel       | Derbi     |           |      |
| 15   | Erik Goegebeur       | Suzuki    |           |      |
| 16   | José Maria Busquets  | Derbi     |           |      |
| 17   | Eddy Delhaise        | Derbi     |           |      |